# Битва при Тоба — Фусими
Битва при Тоба — Фусими (яп. 鳥羽・伏見の戦い тоба-фусими но татакай) — первая битва во время войны Босин в Японии 1868—1869 годов. Состоялась 27 — 30 января 1868 года на южных окраинах японской столицы Киото между войсками нового Императорского правительства и сторонниками ликвидированного сёгуната.
После того как сёгун Токугава Ёсинобу вернул государственную власть Императору, антисёгунская оппозиция сформировала новое правительство. От имени Императора она приняла указ о ликвидации сёгуната и реставрации прямого Императорского правления. Новое правительство лишило экс-сёгуна всех титулов и большинства землевладений. В ответ Ёсинобу перебрался из Киото в Осакский замок, где начал подготовку к свержению оппозиции и возвращению власти. Однако его сторонники поддались на провокации нового правительства и 26 января самовольно отправились в Киото с целью захватить город и восстановить сёгунат.
На следующий день, 27 января, 15 000 самураев экс-сёгуна, а также отряды княжеств Айдзу и Кувана сошлись в районе Тоба и Фусими с 5 000 воинов княжеств Сацума и Тёсю, охранявших столицу. Несмотря на численный перевес сторонников Ёсинобу, они уступали в вооружении и боевом духе солдатам правительственной армии. Силы княжеств Сацума и Тёсю разбили их за три дня. Узнав о поражении, Ёсинобу бежал из Осаки в Эдо, что ещё больше подорвало дух его войск. Через месяц правительство объявило экс-сёгуна «врагом трона» и начало поход на восток.

## Предыстория
4 января 1868 года было официально объявлено о восстановлении имперского правления. Сёгун Токугава Ёсинобу ранее передавший власть императору, согласился «являться инструментом для проведения имперских порядков». Период сёгуната Токугава закончился. Однако, несмотря на отставку, Ёсинобу создал формальный «вакуум» на самом высоком уровне правительства, так как его аппарат по-прежнему существовал. Кроме того, семейство Токугава оставалось видной силой в политических отношениях.
Хотя 15-летний Император Мэйдзи был доволен официальным заявлением о прямом правлении и поддерживал развитие сотрудничества с Токугава, Сайго Такамори угрожал конфискацией земель Ёсинобу.
Хотя тот первоначально согласился на требования суда, 17 января 1868 года Ёсинобу заявил, что он отныне не связан декларацией о восстановлении и призвал суд отменить её. 24 января, после многочисленных провокаций Сацумских ронинов в Эдо, Ёсинобу, из своей ставки в замке Осака решил подготовить нападение на Киото, якобы, чтобы выбить сторонников мятежных ханов Сацума и Тёсю и «освободить» молодого императора Мэйдзи от их влияния.

## Подготовка

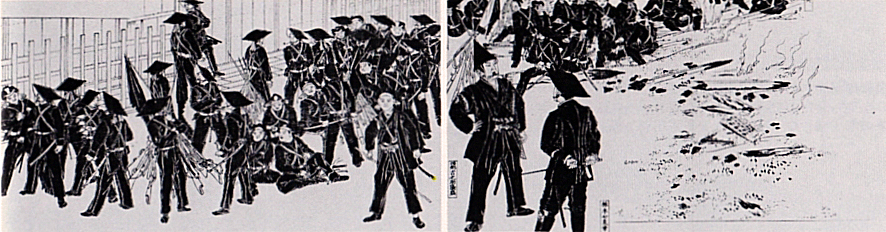
Сайго Такамори (в высоком шлеме) инспектирует войска Тёсю в Фусими

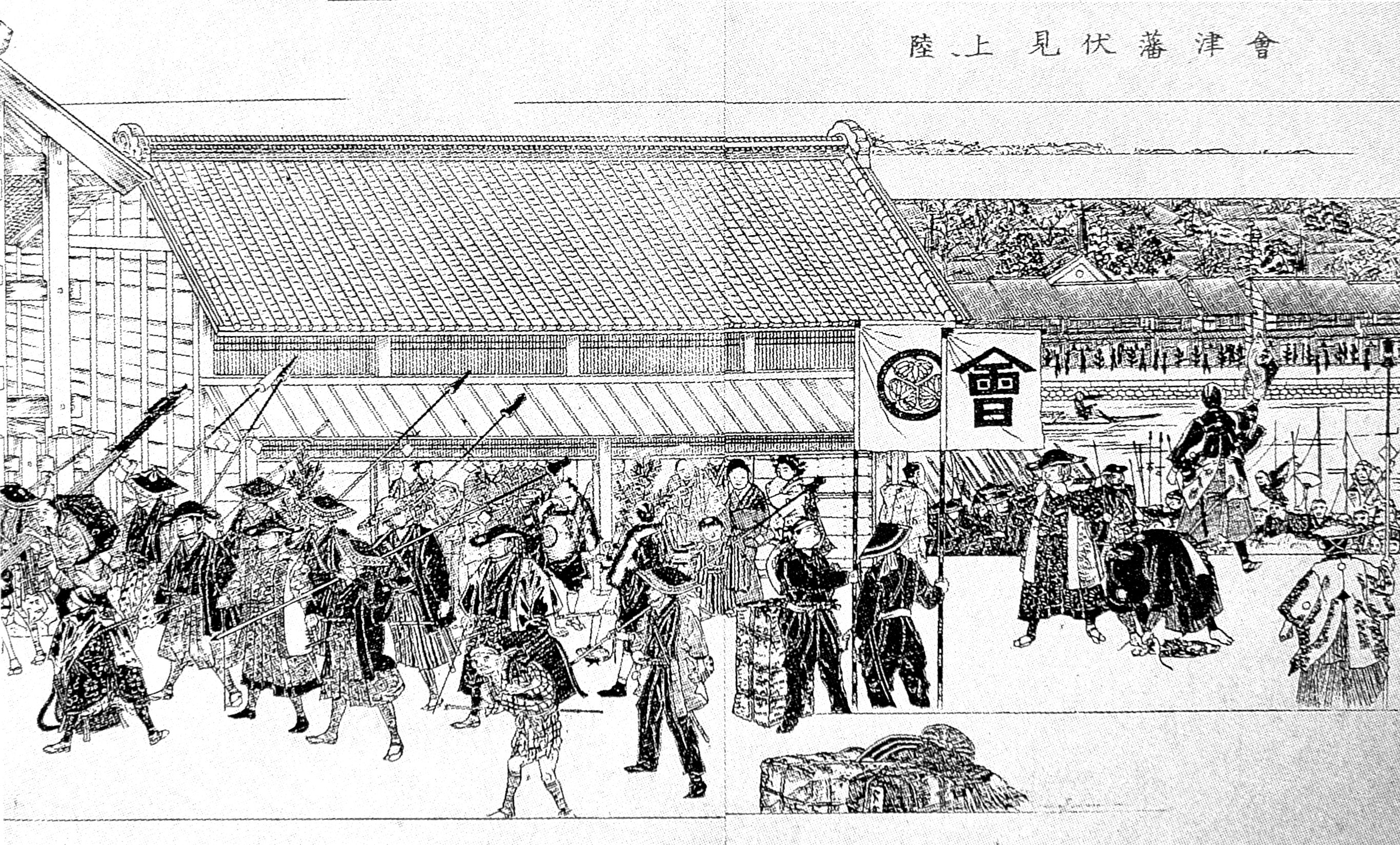
Войска Айдзу во время сражений при Фусими: сочетание старинных самураев с пиками (слева), и современных войск с огнестрельным оружием (появляется справа)

Сражение началось с момента начало движения сил сёгуната в сторону Киото, чтобы передать письмо от Ёсинобу, предупредив императора об интригах, устроенных лидерами клана Сацума и поддерживающей их придворной знатью, например, Ивакура Томоми.
Армия сёгуна, насчитывавшая 15 000 человек, превосходила соединённые силы княжеств Сацума и Тёсю в соотношении 3:1, и состояла в основном из воинов провинций Кувана и Айдзу, с подкреплением в виде нерегулярных отрядов Синсэнгуми. Хотя некоторые из её членов были наёмниками, другие, такие как Дэнсютай, были обучены французскими военными советниками.
Некоторые из них, размещённые в передних рядах, были вооружены устаревшим оружием, пиками и мечами. Например, в войсках из Айдзу было сочетание современных воинов и самураев, как и в войсках Сацума, но в меньшей степени. У Бакуфу войска были почти полностью укомплектованы современным вооружением, а отряды Тёсю являлись самыми современными и организованными из всех.

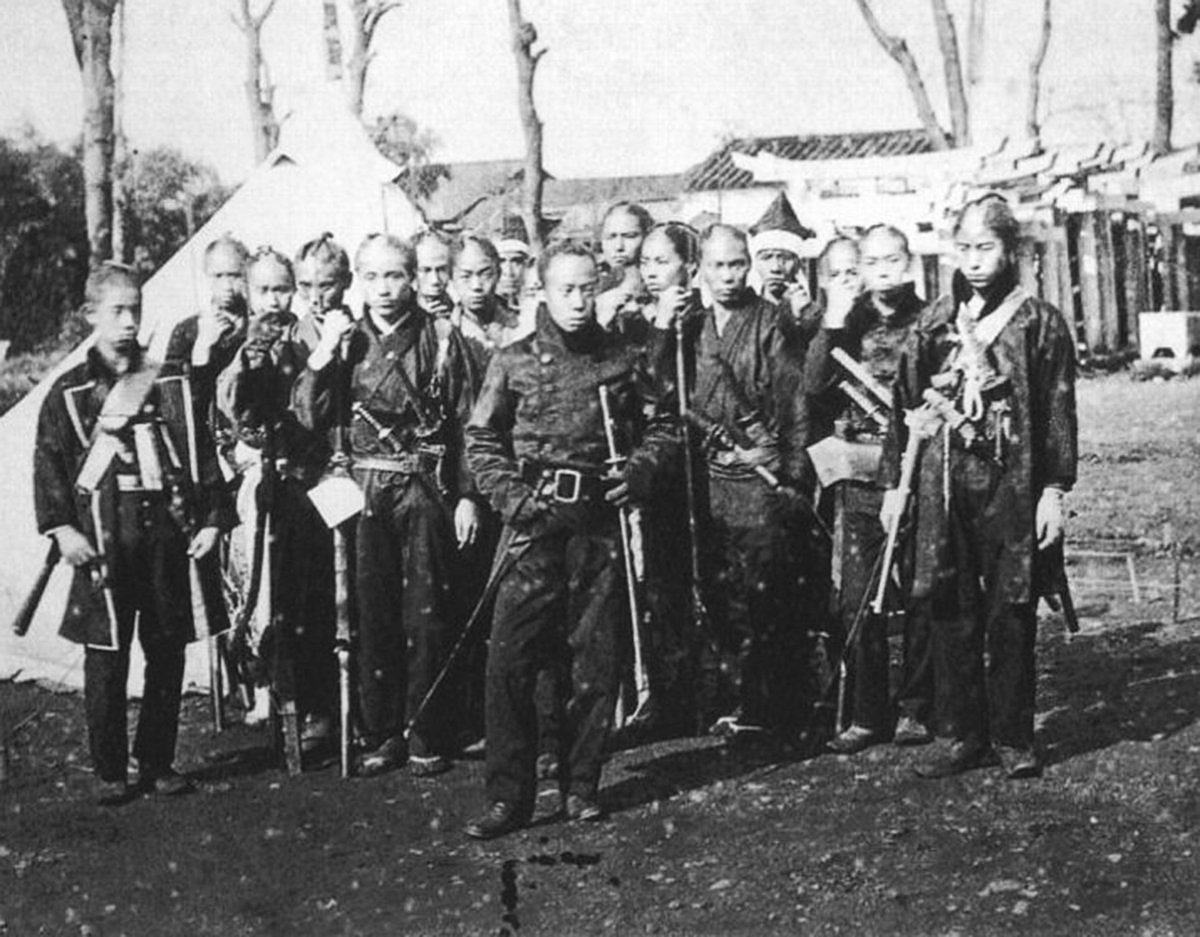
Солдаты сёгуната в западной униформе

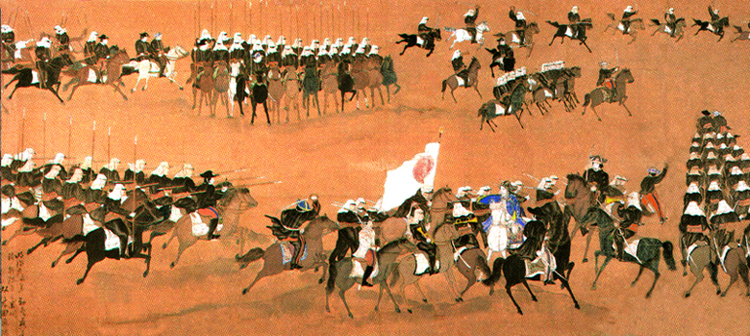
Обученный французскими советниками отряд Дэнсютай

У руководителей армии экс-сёгуна не было ясных намерений по поводу сопротивления, о чём свидетельствуют незаряженные винтовки у некоторых солдат в авангарде.
Хотя силы Тёсю и Сацума были малочисленны, они были полностью модернизированы и вооружены гаубицами Армстронга, винтовками Минье и одним пулемётом Гатлинга. Силы Сёгуната немного отставали в уровне вооружения, хотя основные силы были незадолго до сражения подготовлены французской военной миссией в Японии (1867—1868).
Британский флот, вероятнее всего, поддерживал силы Сацума и Тёсю, поставив на рейд сильную эскадру в гавани Осаки, что вносило в действия Ёсинобу волнения по поводу неопределённости положения этой эскадры, и это заставило сёгунат оставить в Осаке гарнизон со значительной частью своих сил, а не использовать их в наступление на Киото. Это иностранное присутствие было связано с очень недавним открытием портов Хёго (современный Кобе) и Осака для внешней торговли за три недели до того, 1 января 1868 года.
Токугава Ёсинобу оказался в постели из-за сильной простуды, и не мог принимать непосредственное участие в операции.

## Бои 27 января
27 января 1868 г. (по японскому календарю:正月3日) Токугава Ёсинобу, находящийся в Осакском замке к югу от Киото, начал двигать свои войска на север, к Киото, через две дороги, одна из которых — дорога на Тоба (яп. 鸟羽街道), а вторая — дорога на Фусими (яп. 伏见街道).
Всего около 13 000 солдат бакуфу двигались вперёд, хотя они были сильно рассеяны, так как часть армии — около 8 500 бойцов, пришлось оставить для действий на направлении Тоба-Фусими. Главнокомандующим (Рикугун Бугю) армии экс-сёгуна в этой операции был назначен Такэнака Сигэката.

### Встреча у Тоба

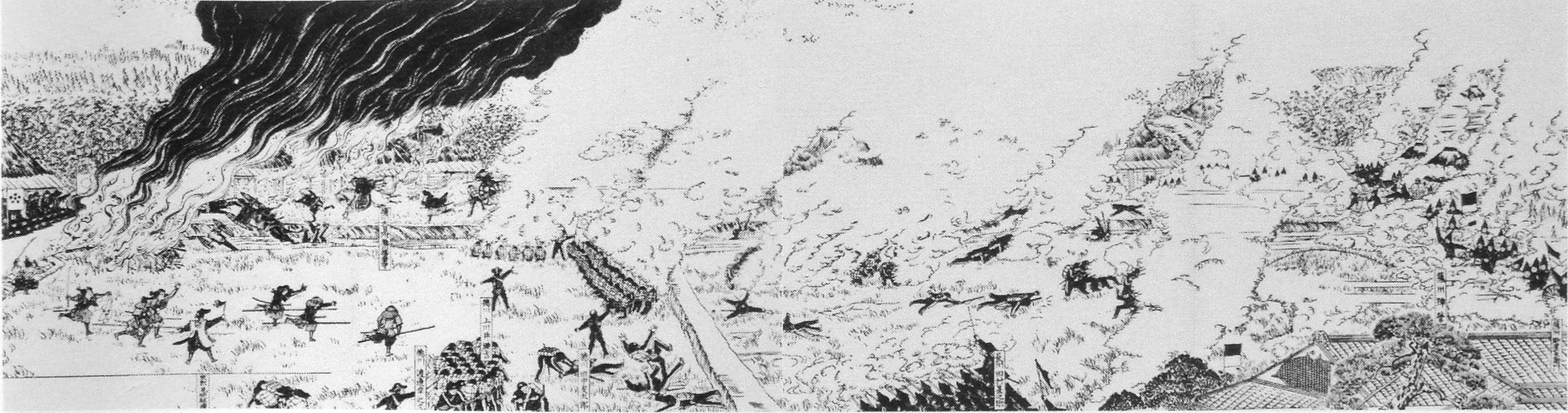
Встреча у города Тоба (鸟羽) 27 января. Войска бакуфу находятся слева, войска княжества Сацума на правой стороне, за мостом Коэдабаси (小枝桥), а отряды княжества Тёсю видны в правом нижнем углу.

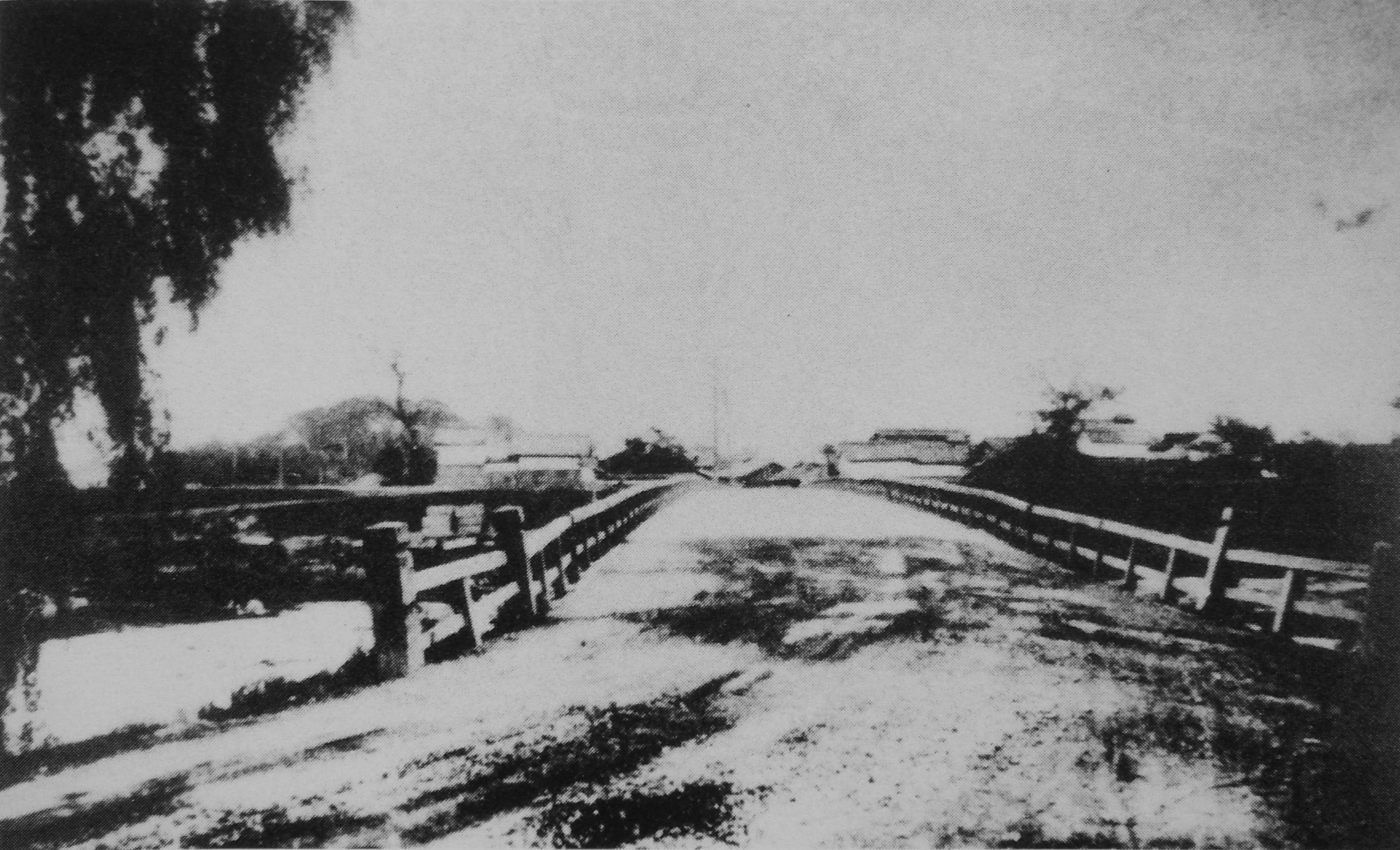
Мост Коэдабаси, где начались боевые действия

Армия сторонников Ёсинобу, двигавшаяся в направлении города Тоба под командованием вице-командира Окубо Тадаюки, насчитывала в общей сложности от 2000 до 2500 человек. Авангард, численностью около 400 человек, в основном из отрядов Мимаваригуми, вооружённых пиками и небольшим количеством огнестрельного оружия, возглавляемый Сасаки Тадасабуро, столкнулся с постом княжества Сацума у моста Коэда (小枝桥), вблизи Тоба (сейчас район Минами, Киото). За ними следовали два пехотных батальона (歩兵), под руководством Токуямы Котаро, с пустыми винтовками, поскольку они действительно не ожидали вступить в сражение, и далее на марше с юга двигались восемь отрядов из хана Кувана с четырьмя пушками. Некоторые пехотные отряды из Мацуяма и Такамацу также двигались в этом направлении, но кавалерия и артиллерия войск бакуфу отсутствовали. Перед ними было около 900 закрепившихся солдат из княжества Сацума с четырьмя пушками.
После отказа отрядам сторонников экс-сёгуна в требовании беспрепятственного прохода солдаты Сацума-хана мгновенно открыли огонь с флангов, произведя, таким образом, первые выстрелы в войне Босин. Взрыв снаряда одного из сацумских орудий рядом с командиром отряда бакуфу Такигава Томотака вспугнул его лошадь, которая выбросила Такигаву из седла и убежала. Вид испуганного коня командира без всадника посеял в колонне авангарда армии сторонников сёгуна панику и смятение. Нападение солдат Сацума быстро остановило наступление войска сёгуна и заставило передовые колонны в беспорядке отступать.

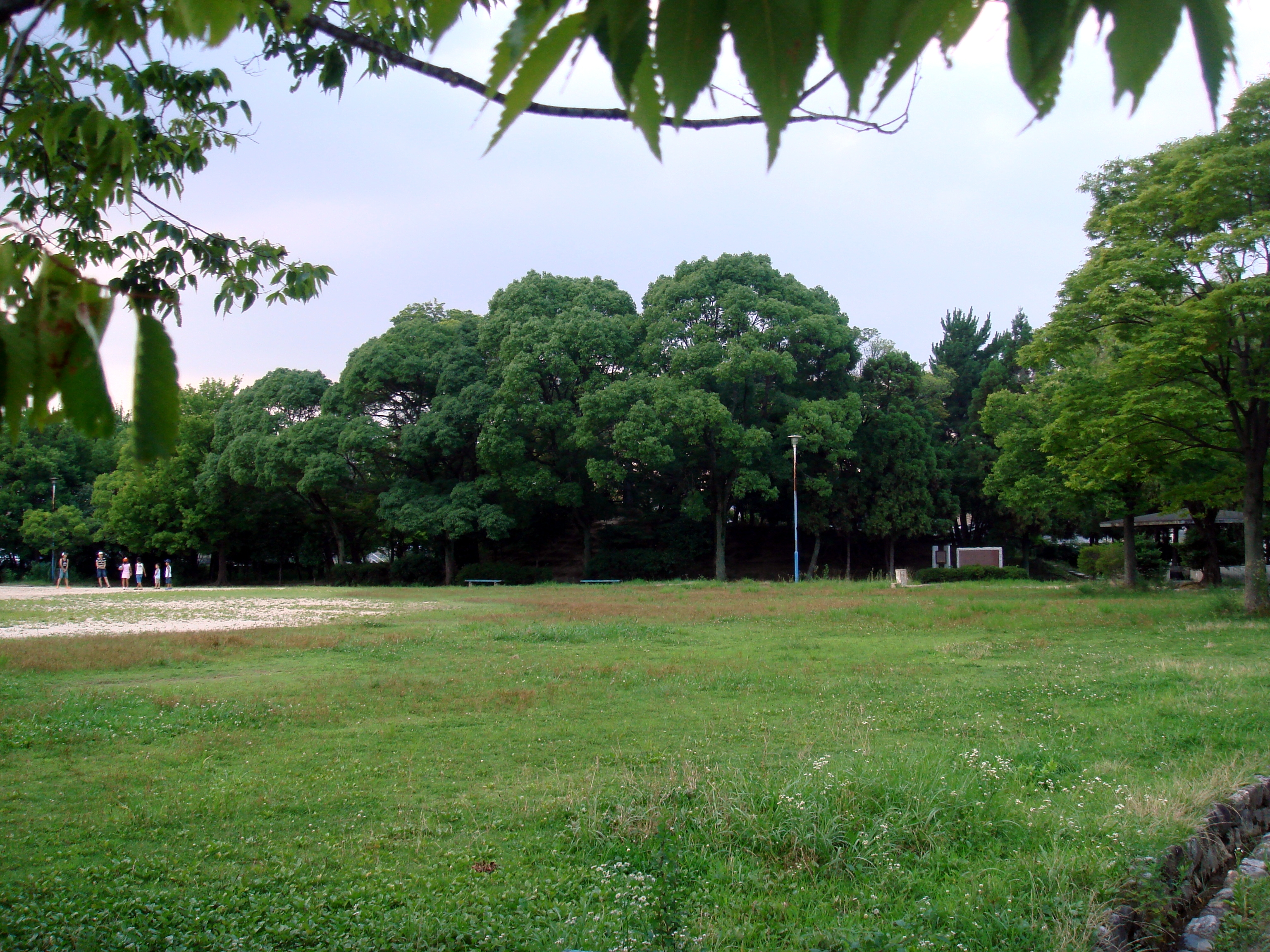
Место боя у Тоба сегодня (鸟羽 离宫 迹 公园)

Сасаки приказал своим людям атаковать сацумских стрелков, но солдаты отряда Мимаваригуми, вооружённые лишь копьями и мечами, были почти полностью перебиты. Тем не менее, силы из Куваны и отряд во главе с Куботой Сигэаки смогли закрепиться, в результате чего яростная перестрелка оказалась безрезультатной. Отступающие солдаты Ёсинобу подожгли различные строения, что позволило сацумским снайперам легче вести огонь по отходящим колоннам. Ситуация стабилизировалась к ночи, когда к отрядам из Куваны прибыло в подкрепление.
Поле битвы поле у Тоба было преобразовано в общественный парк Тобарикюато-Коэн (鸟羽离宫迹公园), в котором находится монумент в память о сражении. Он расположен как раз между мостом Коэда, где были размещены отряды княжества Сацума, и храмом Дзёнангу (城南宫), где был расположен штаб руководства про-императорскими силами.

### Столкновение у Фусими

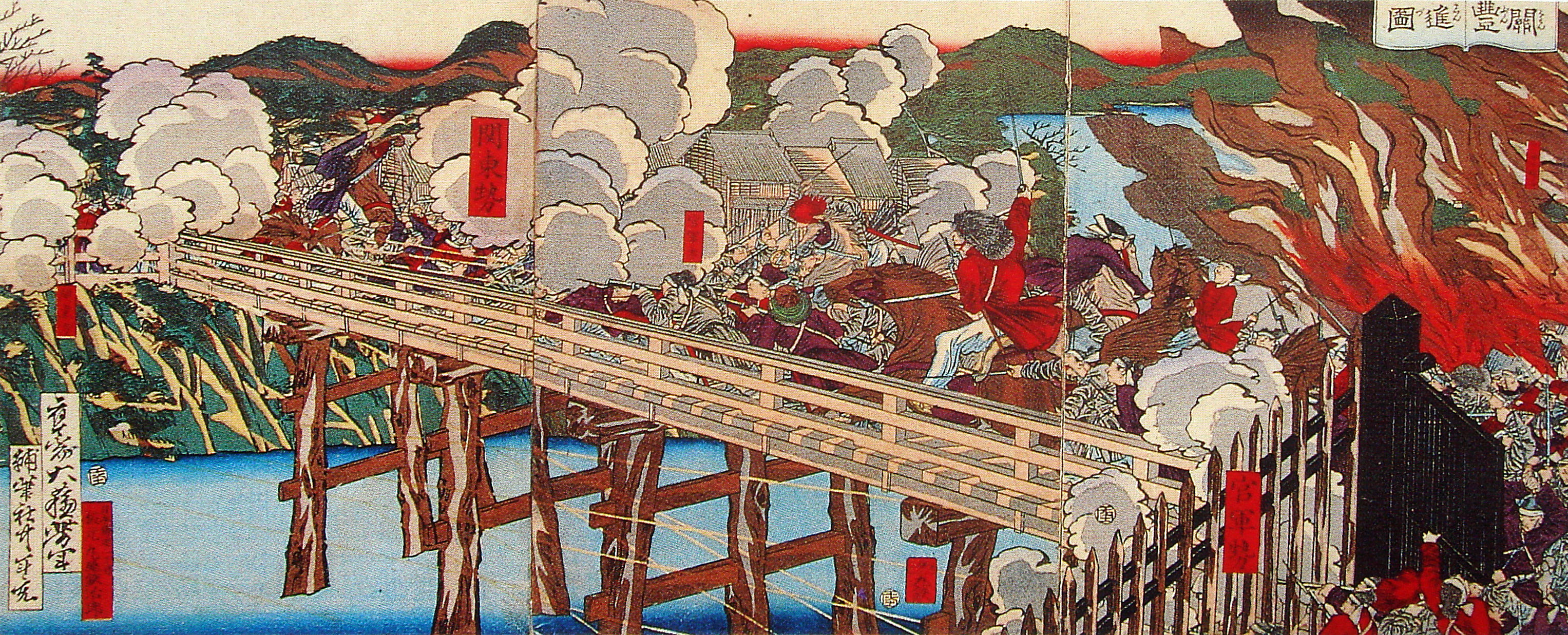
Стычка у Фусими на мосту Бунгобаси. Императорские войска на правой, а войска сёгуна — на левой части изображения.

В этот же день объединённые силы Сацума-Тёсю также вступили в сражение с войсками экс-сёгуна дальше на юго-восток, возле Фусими. Они открыли огонь по силам бакуфу, состоящим из войск провинции Айдзу и бойцов Синсэнгуми, после того, как услышали выстрелы пушек у Тоба.
Непосредственное столкновение состоялась из-за попыток обеих сторон взять контроль над мостом Бунгобаси (豊后桥).

## События 28 января

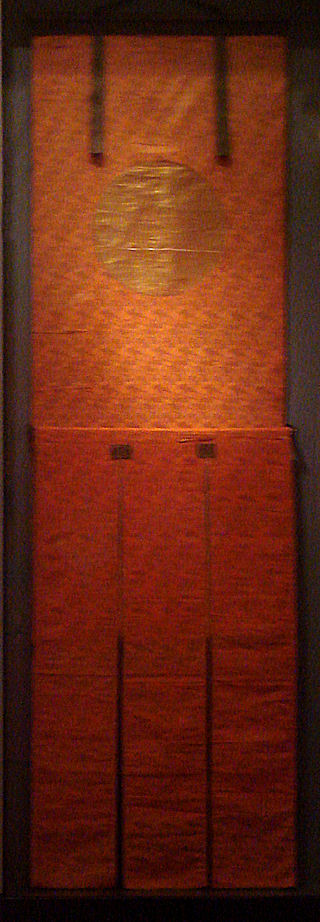
Императорский флаг, развёрнутый над полем битвы при Тоба-Фусими

28 января Ивакура Томоми передал Сайго Такамори и Окубо Тосимити поддельный приказ императора Мэйдзи о провозглашения Токугавы Ёсинобу и его последователей врагами Престола, разрешающий их уничтожение с помощью военной силы, а также предоставление на использовании Императорского знамени. Эти ложные парчовые флаги (нисики но ми-хата), созданные стараниями Окубо Тосимити за несколько месяцев до начала сражения, хранились в княжестве Тёсю и в сацумской резиденции в Киото до соответствующей возможности их использования.

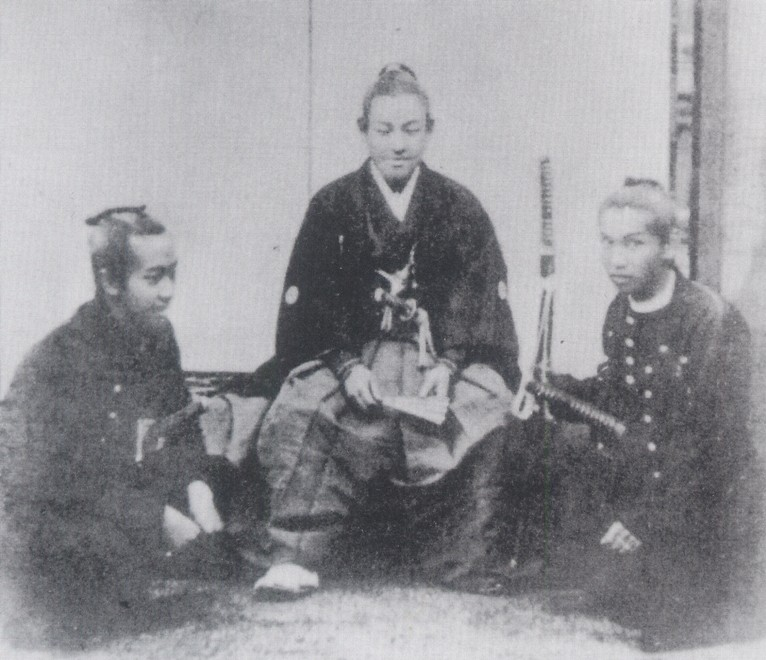
Имперский принц Эсиаки, назначенный номинальным главнокомандующим армией.

Помимо этого, имперский принц Эсиаки, молодой человек 22 лет от роду, живший, как буддийский монах мондзэки в храме Нинна-дзи, был назван номинальным главнокомандующим имперской армией. Несмотря на то, принц не обладал военным опытом, это назначение в один момент преобразило союз княжеств Сацума и Тёсю в императорскую армию (или Кангун), что стало мощным инструментом психологической войны, создавая в рядах войск экс-сёгуна замешательство и смятение, так как каждый, кто был членом армии бакуфу, автоматически становился предателем Императора.
Отряды бакуфу тем временем, отступившие из под Тоба, перегруппировались с другими войсками экс-сёгуна Ёсинобу в городке Томиномори (富 の 森), где был создан штаб управления вооружёнными силами бакуфу.
Между тем, в морской битве Ава, состоявшейся в тот же день в расположенном неподалёку Внутреннем море, силы Ёсинобу одержали победу над флотом княжества Сацума, которая, однако, практически не повлияла на разворачивающуюся на суше битву. Эта битва стала первым морским сражением между современными военными флотами Японии.

## Сражения 29 января

### Сражение в Томинамори

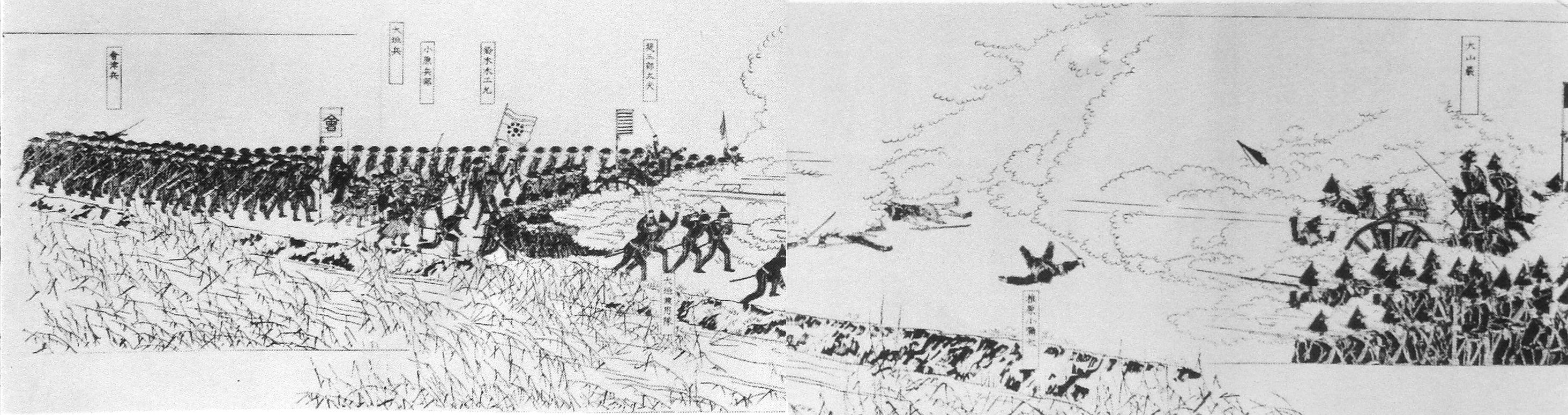
Столкновение в Томиномори, 29 января. Войска экс-сёгуна на левой стороне, включая силы княжества Айдзу, а на правой — войска Сацума и войска Тёсю.

Силы бакуфу, перегруппированые в Томиномори (富の森), ранним утром были атакованы со стороны сил хана Сацума. Около полудня, Императорское знамя взвилось над рядами солдат армии Сацума-Тёсю, но ни одна из сторон не признала странный стяг. Посланники были направлены к обеим сторонам конфликта, чтобы объяснить, что это было. После этого сторонники сёгуна были в замешательстве и непонимании, а вот у солдат проимператорских сил вырос боевой дух, после чего они обнажили свои мечи и атаковали ряды противника. Силы бакуфу пытались перейти в контрнаступление, но были вынуждены отступить в беспорядке. Во второй половине дня отряды войск сёгуна продолжили отступление в район Носё (纳所), в направлении к замку Ёдо.

### Столкновение у Такасэгава

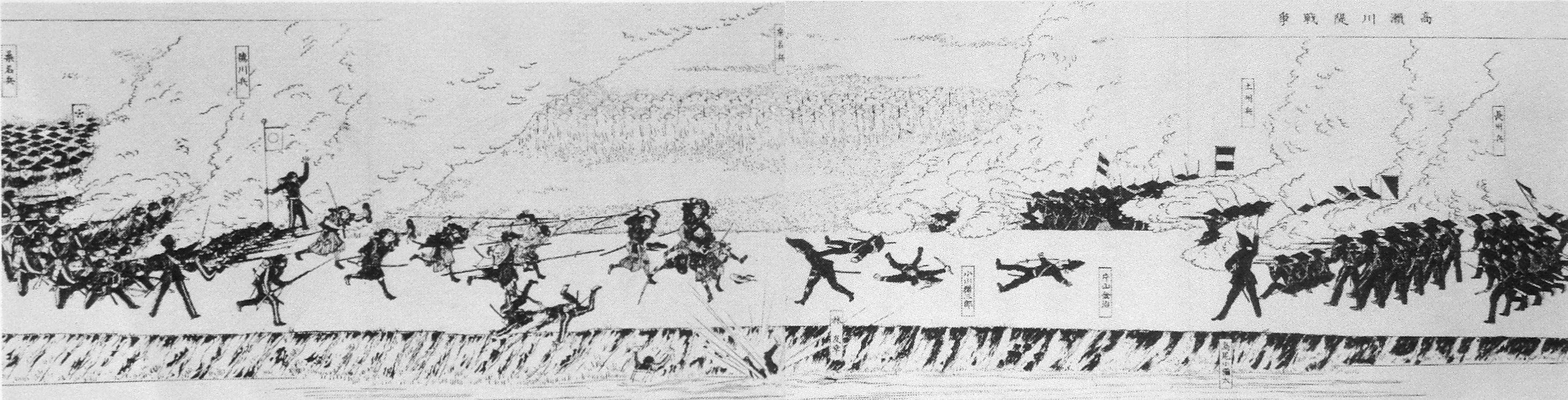
Битва у Такасэгава. Солдаты бакуфу видны слева, в то время как про-имперские силы Тоса, Тёсю и Сацума видны справа.

Силы бакуфу, расположенные в Фусими и состоящие из войска Айдзу, Синсэнгуми и партизанского отряда Югэкитай (游撃队) также вновь подверглись нападению вблизи селений Такасэгава (高瀬川) и Юдзигава (宇治川) утром 28-го войск Сацума и Тёсю, и были вынуждены отступить после ожесточённой борьбы. Они тоже двигались в сторону замка Ёдо.
Сёгунские силы пытались перегруппироваться в замке, но им было отказано во въезде, так как даймё из княжества Ёдо решил перейти на сторону проимператорских сил из-за появления Императорского стяга и неизбежного поражения сил сёгуна. Даймё из Ёдо сохранял ворота закрытыми, несмотря на мольбы отступающей армии, тем самым лишая их основных средств защиты и заставляя их отступать с боями до штаба бакуфу, располагавшегося в замке Осака.

## События 30 января

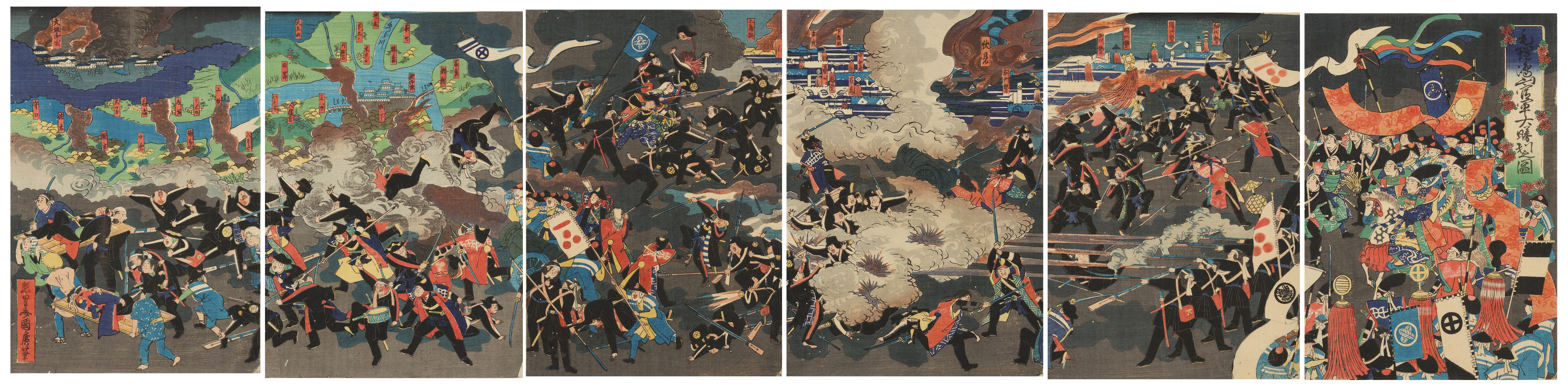
Отступление сил сёгуна перед императорской армиёй. На заднем плане виден замок Ёдо.

Отступающие войска сёгуна постепенно втекали в замок в Осаке.
В самом замке Токугава Ёсинобу собрал своих советников и военачальников для создания новой стратегии и поднятия боевого духа, заявив, что он лично выйдет на поле боя в качестве командира войск бакуфу. В тот вечер, однако, он выскользнул из замка Осака в сопровождении даймё княжеств Айдзу и Кувана и бежал обратно в Эдо на сёгунатском корабле «Кайё Мару».

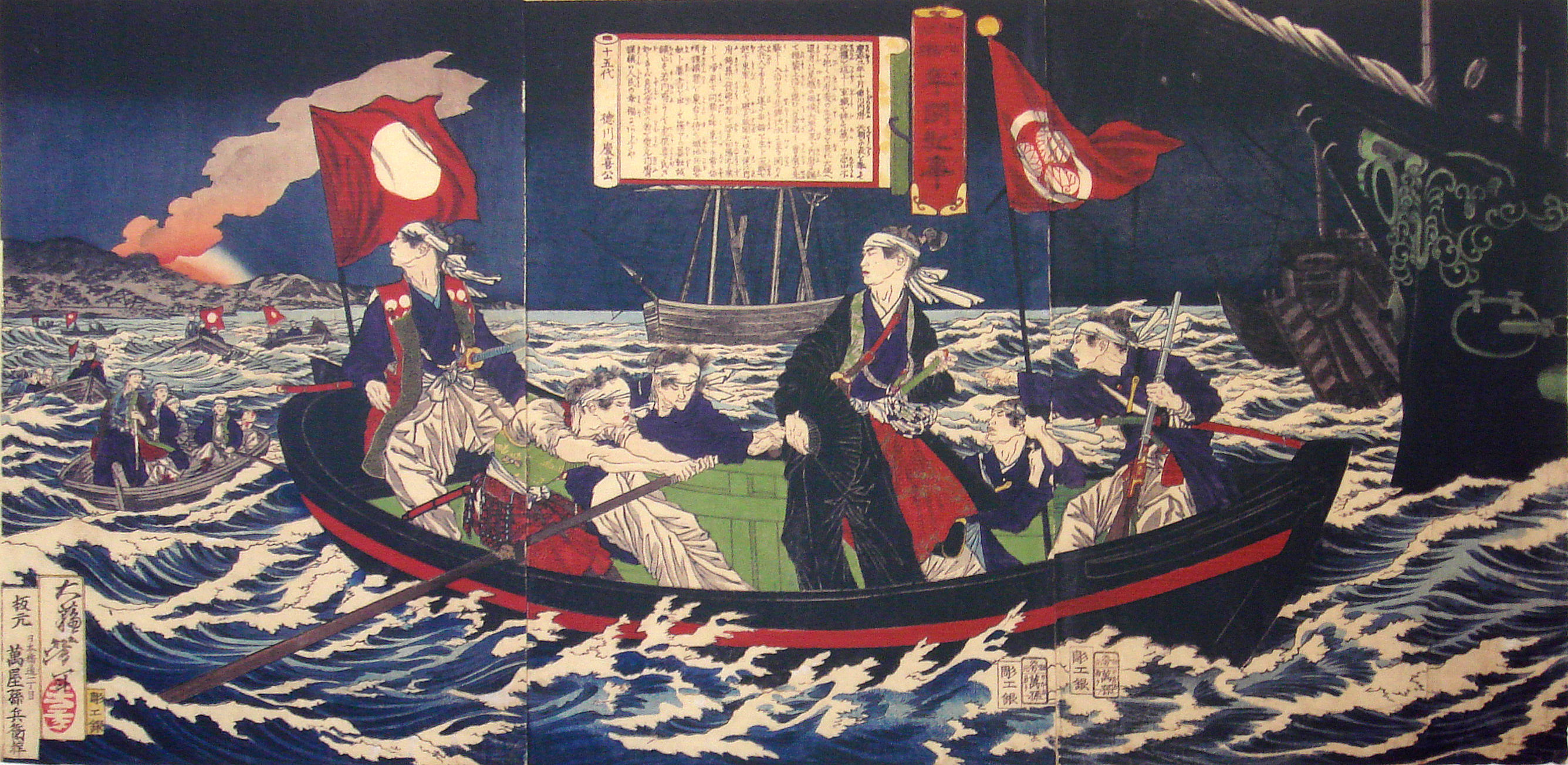
Токугава Ёсинобу отплывает в Эдо, глядя на пылающий в Осаке Замок на заднем плане

До прибытия Кайё мару бывший сёгун нашёл убежище на одну ночь на борту американского военного корабля USS Iroquois, стоявшего на якоре в заливе Осака. Кайё мару прибыл на следующий день.
Когда остатки его войска узнали, что сёгун бежал, они покинули Замок в Осаке, который впоследствии был передан Имперским силам без сопротивления. Ёсинобу позже утверждал, что он был обеспокоен императорской поддержкой действий Сацума и Тёсю, и после появления парчового знамени он потерял всякую волю к борьбе.
Французские советники Жюль Брюне и Андре Казенёв, которые присутствовали на поле битвы, оставили Осаку и вернулись в Эдо вместе с Эномото Такэаки на борту корабля Фуидзисан. Эномото привёз с собой различные документы и драгоценности на сумму 180,000 Рё. Они прибыли в Эдо через 2 дня после отплытия.

## Итоги

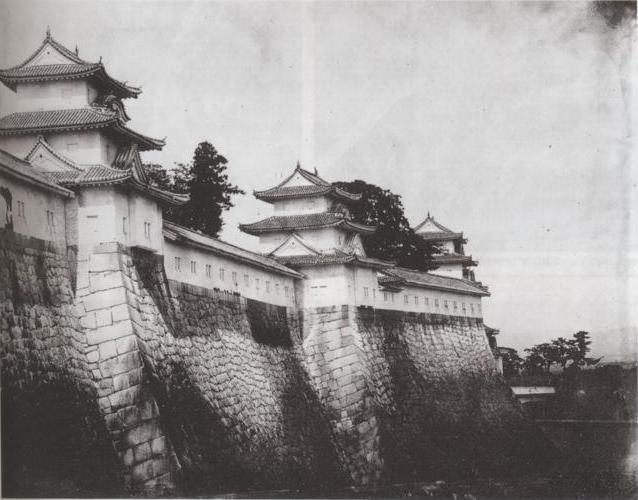
Вал замка в Осаке в 1865 году

Последствия битвы при Тоба-Фусими были весьма серьёзными, несмотря на небольшие масштабы. Престиж и моральный дух бакуфу клана Токугава были серьёзно ослаблены, и многие даймё, которые оставались нейтральными до сражения, после него выразили преданность Императору и предложили военную помощь его сторонникам, чтобы доказать свою лояльность. Ещё более существенным фактом является то, что непродуманная попытка Токугавы Ёсинобу восстановить контроль закончилась подавлением элементов в новом имперском правительстве, которые выступали за мирное урегулирование конфликта.
Замок в Осаке, важный символ господства клана Токугава над западной Японией, пал под натиском про-императорских сил. Победа указала направление на военное решение вопроса, а не путём политического компромисса.